# Leonor Izquierdo
Leonor Izquierdo Cuevas (Almenar de Soria, 12 de junio de 1894-Soria, 1 de agosto de 1912) fue esposa y musa del poeta Antonio Machado. Se casó en 1909 y murió de tuberculosis tres años después, siendo enterrada en el cementerio del Espino de Soria.
El poeta, que tras su muerte abandonó la capital soriana, le pediría a un amigo un año más tarde que visitase su tumba con estos versos inmortales:

Con los primeros lirios
y las primeras rosas de las huertas,

en una tarde azul sube al Espino,
al alto Espino donde está su tierra.

## Biografía
Leonor era la primogénita de Isabel Cuevas y Ceferino Izquierdo, sargento de la Guardia Civil. Tuvo una hermana, Antonia Izquierdo Cuevas, y un hermano. Nació en la casa cuartel situada en el Castillo de Almenar, en Almenar de Soria. Queda noticia de que ya estaba en Soria en enero de 1908, en la pensión que regentaban sus tíos y donde conoció a Antonio Machado, entonces profesor de instituto recién llegado a la capital soriana.
El embeleso de Machado fue tan intenso que por primera vez quizá en su vida se mostró impaciente y, cuando tuvo la certeza de que su amor era correspondido, acordó el compromiso con la madre de Leonor.
 Había pasado poco más de un año, y los novios aún tuvieron que esperar otro hasta que ella alcanzase la edad legal para casarse. Y así, a las diez de la mañana del 30 de julio de 1909 se celebró la ceremonia en la iglesia de Santa María la Mayor.
Hacía un mes que Leonor había cumplido los 15 y el poeta ya tiene 34 (la edad promedio de matrimonio en aquella época para las mujeres era de 25 años). El matrimonio fue modelo de entendimiento y felicidad, hasta tal punto que la joven esposa se apasionó por el trabajo del poeta con toda la ilusión de su juventud. Así lo han referido todos los testigos de este episodio de la vida de Antonio Machado.

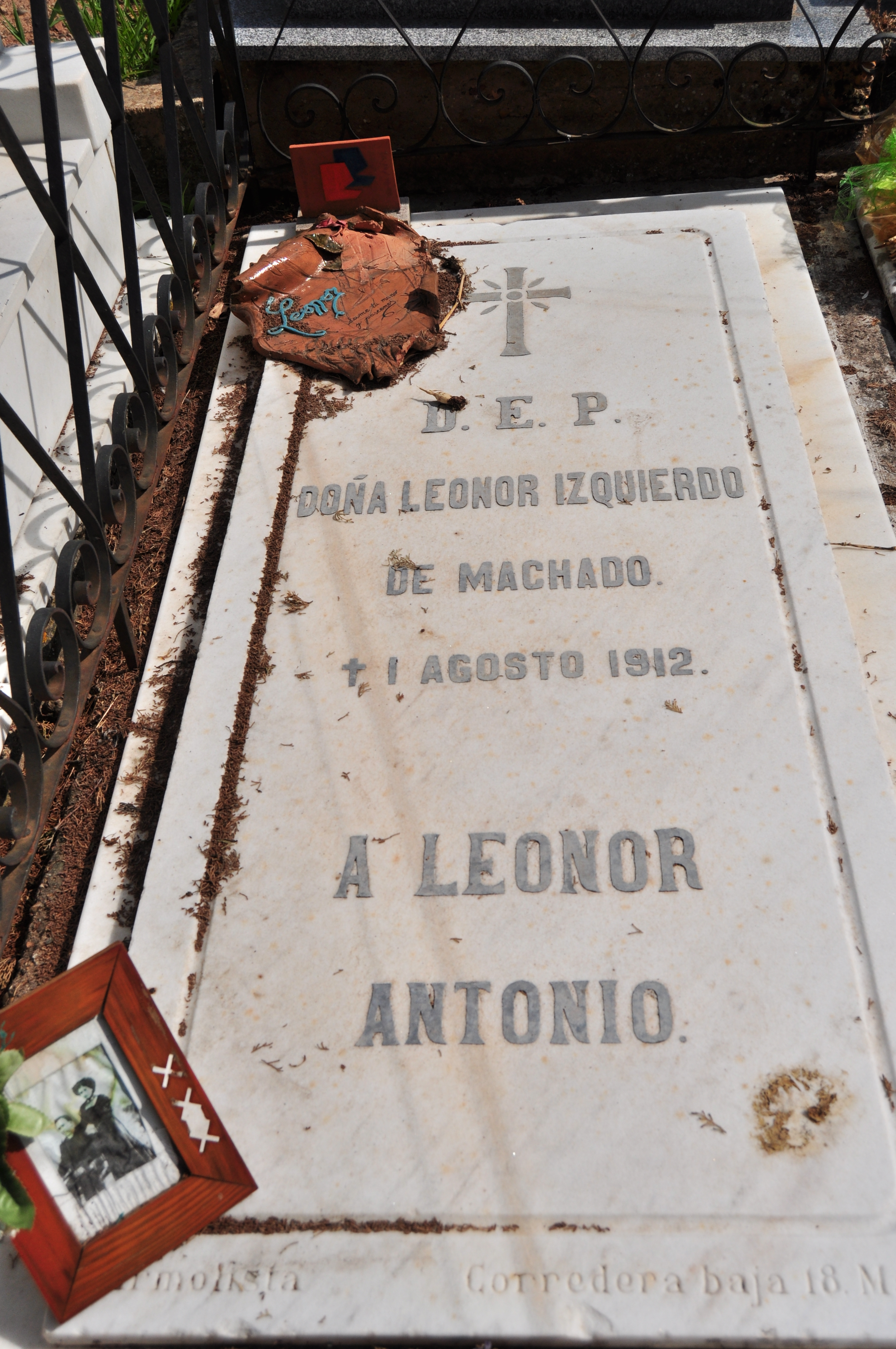
Lápida de la tumba de Leonor Izquierdo en el cementerio del Espino

En julio de 1911, mientras acompañaba en París a su esposo, que estaba realizando una ampliación de estudios con una beca, fue ingresada en un sanatorio durante algunas semanas tras escupir sangre debido a que había contraído tuberculosis. En aquella época, el único 'remedio' contra esta enfermedad eran las curas de reposo y aire puro en zonas de montaña, motivo por el cual volvieron a Soria, donde alquilaron una casa junto a la ermita de Nuestra Señora del Mirón. Tras una breve y engañosa mejoría, Leonor murió el 1 de agosto de 1912.

## Reconocimientos
En 1981 la Diputación de Soria creó el Premio Leonor de Poesía. Certamen anual en homenaje a Leonor y a su esposo Antonio Machado, destinado a  escritores de todo el mundo que utilizan la lengua española para expresar su creatividad. 
En 2024 la exposición Las mujeres Machado. Centralidad y discreción, en Sevilla, puso en valor la influencia de los principales referentes femeninos de la familia Machado, entre ellas Leonor.  
La muestra también puso el foco en Elena Cipriana Álvarez Durán, abuela de Manuel y Antonio Machado que les transmitió su amor por la cultura y el folclore; la madre, Ana Ruiz Hernández; Eulalia Cáceres Sierra, esposa de Manuel y la de José Machado Ruiz, Matea Monedero Calvo. Comisariada por Antonio Rodríguez Almodóvar, incluyó cartas, libros de memorias, manuscritos y fotografías de los fondos machadianos de la Fundación Unicaja, organizadora de la muestra.